# Colonia la Laja
Colonia la Laja är en ort i Mexiko.   Den ligger i kommunen Atoyac de Álvarez och delstaten Guerrero, i den södra delen av landet, 290 km sydväst om huvudstaden Mexico City. Colonia la Laja ligger 32 meter över havet och antalet invånare är 263.
Terrängen runt Colonia la Laja är varierad. Runt Colonia la Laja är det ganska glesbefolkat, med 47 invånare per kvadratkilometer. Närmaste större samhälle är Atoyac de Álvarez, 8,3 km nordväst om Colonia la Laja. Trakten runt Colonia la Laja består huvudsakligen av våtmarker.